# داون اولیویری
داون اولیویری (انگلیسی: Dawn Olivieri؛ زادهٔ ۸ فوریهٔ ۱۹۸۱) یک هنرپیشه اهل ایالات متحده آمریکا است.